# Tipula (Vestiplex) setigera
Tipula (Vestiplex) setigera is een tweevleugelige uit de familie langpootmuggen (Tipulidae). De soort komt voor in het Palearctisch gebied.